# 大丸山 (神奈川県)
大丸山（おおまるやま）は、神奈川県横浜市にある標高156.8メートルの山である。栄区との区境に近い金沢区釜利谷町にあり、横浜市の最高峰である。なお横浜市最高地点は、ここよりも2キロメートルほど南西の大平山の尾根筋（頂上から数百メートル離れた茶屋付近）の159.4メートル地点である。

## 概要
京浜急行電鉄の所有地にあり、大丸山を含む約29ヘクタールが金沢市民の森に指定されている。港南台・金沢文庫・鎌倉天園からのハイキングコースの途中にあり、横浜自然観察の森や金沢動物園からも近い。ハイキングコースから階段を登った先の山頂には、桜の木やベンチのある広場になっており、弁当を狙うトビに注意するよう促す看板が立てられている。東京湾に向かって眺望が開け、八景島や房総半島を一望出来る。

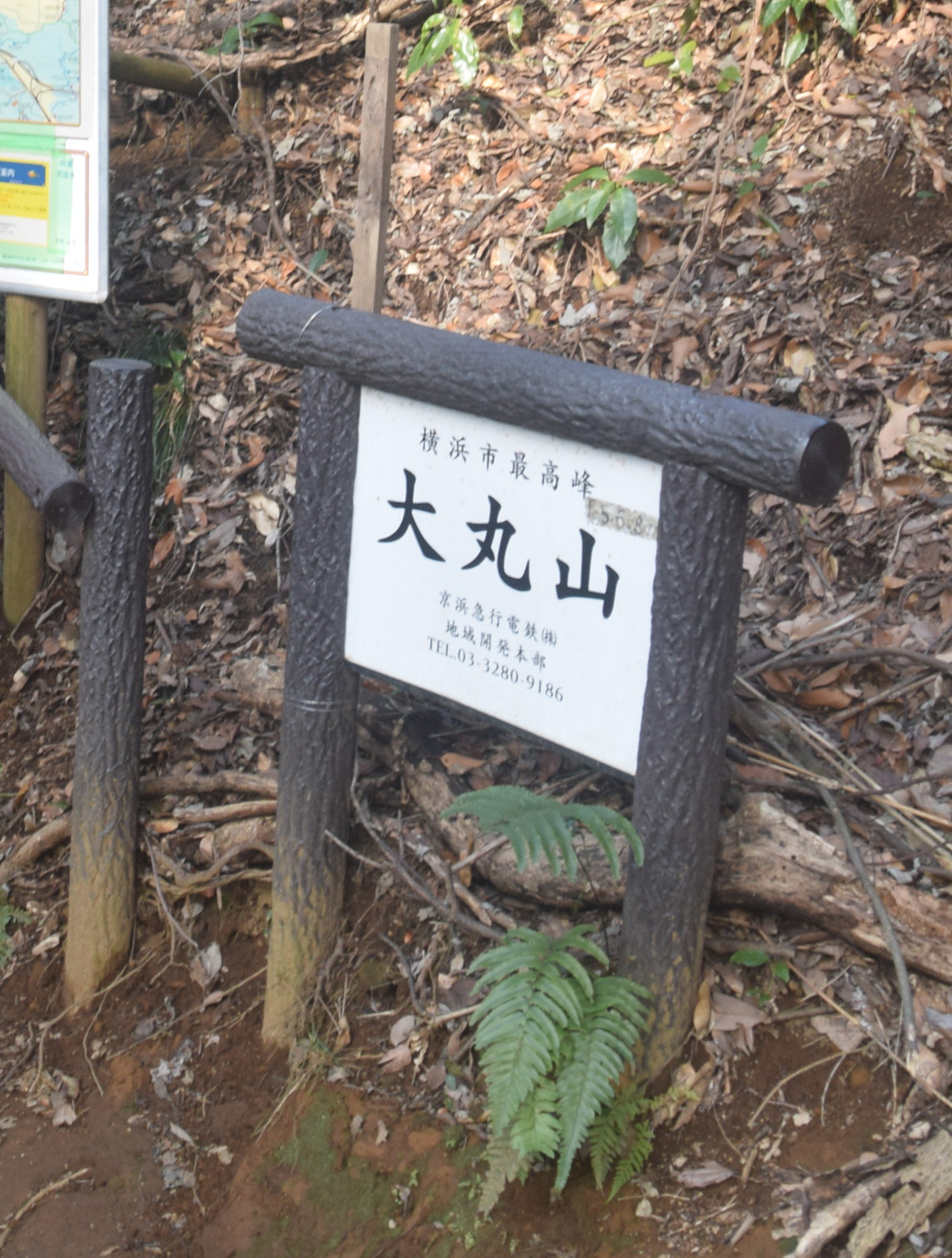
ハイキングコースから大丸山頂上への階段登り口
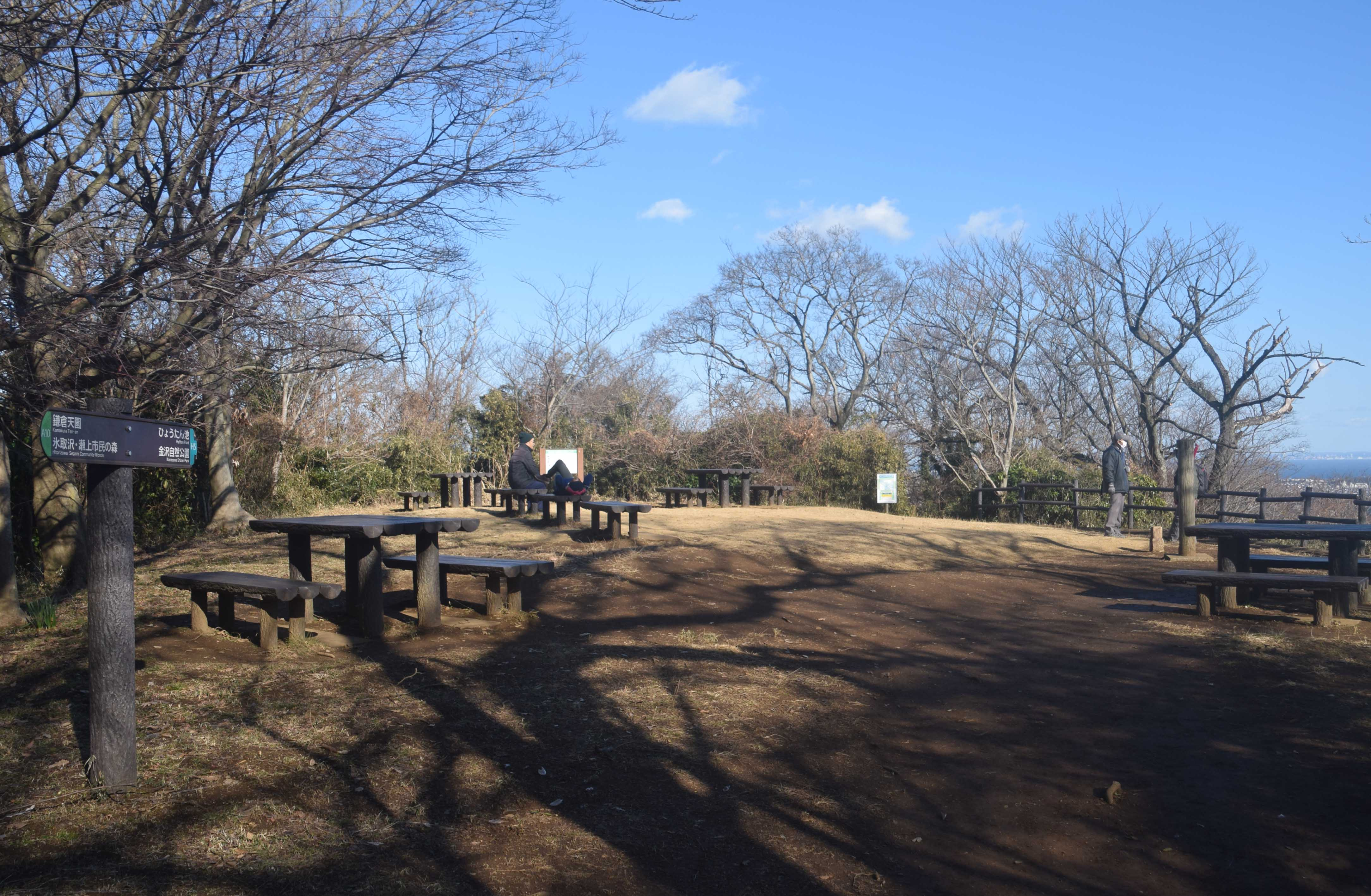
広場にはテーブルとベンチ数基と、下りへの案内板がある。（2022年1月）